# Pirletidiscus
Pirletidiscus es un género de foraminífero bentónico de la subfamilia Archaediscinae, de la familia Archaediscidae, de la superfamilia Archaediscoidea, del suborden Fusulinina y del orden Fusulinida. Su especie tipo es Kasachstanodiscus kischkinensis. Su rango cronoestratigráfico abarca desde el Viseense hasta el Serpujoviense (Carbonífero inferior).

## Discusión
Algunas clasificaciones más recientes incluyen Pirletidiscus el Suborden Archaediscina, del Orden Archaediscida, de la Subclase Afusulinana y de la Clase Fusulinata.

## Clasificación
Pirletidiscus incluye a las siguientes especies:
- Pirletidiscus kischkinensis †
  - Pirletidiscus kischkinensis laevis †
- Pirletidiscus kisiltusensis †
- Pirletidiscus sumsariensis †
- Pirletidiscus uniensis †